# Slowfox
Slowfox spada u klasične, tj. standardne plesove. Sastoji se od izmjeničnih brzih (quick) i sporih (slow) koraka. Smatra se jednim od težih plesova za naučiti, posebno u sklopu sportskih plesova. Iako se za Slowfox još koristi naziv Foxtrot, Foxtrot se po pravilu dijeli na spori foxtrot - tj. Slowfox i na brzi foxtrot - tj. Quickstep.
Slowfox kao ples je veoma karakterističan i prepoznatljiv po svojim progresivnim slikama i koracima i ujednačenim gibanjem s tim da ima drugačije dizanje i spuštanje od nekih drugih plesova, npr. engleskog valcera.

## Ritam
Kao i svaki ples, ima svoj karakterističan ritam koji se može brojiti na tipičan način (Slow - Quick - Quick, na hrvatskom Sporo - Brzo - Brzo), a može i numerički (1, 2, 3, 4) s tim da je Slow (Sporo) duži, što znači da traje dva udarca dok svaki Quick (Brzo) traje jedan udarac. 

- Slow (sporo)  = 1, 2
- Quick (brzo) = 3
- Quick (brzo) = 4